# Dărmănești
Dărmănești (pronunciació en romanès: [dərməˈneʃtʲ]) és una ciutat de l'est de Romania, al comtat de Bacău, a les valls dels rius Trotuș i Uz.
La ciutat rep el nom d'un dels seus líders, "Dărman" i la primera referència a la ciutat és del segle XVI. Al 2011, tenia 12.247 habitants.
Es va convertir oficialment en una ciutat el 1989, com a resultat del programa de sistematització rural romanès.
La ciutat administra cinc pobles: Dărmăneasca, Lapoș, Păgubeni, Plopu i Sălătruc.

## Fills il·lustres
- Relu Fenechiu